# 赫定苏蛛
赫定苏蛛（学名：Sudesna hedini）为卷叶蛛科苏蛛属的动物。分布于朝鲜以及中国大陆的北京、河北、浙江、甘肃等地，多生活于旱田、山坡以及水边农作物上。该物种的模式产地在甘肃。